# Tony Crocker
Pour les articles homonymes, voir Crocker.
Tony Crocker, né le 17 janvier 1987 à Lawton en Oklahoma, est un joueur américain de basket-ball. Il évolue aux postes d'arrière ou d'ailier.

## Biographie

### Carrière universitaire
Entre 2006 et 2010, il joue pour les Sooners de l'Oklahoma.

### Carrière professionnelle

#### Alba Fehérvár (2010-2011)
Non sélectionné à la draft 2010 de la NBA, Crocker participe à la NBA Summer League 2010 avec les Rockets de Houston.
Après le tournoi, il signe son premier contrat professionnel en Hongrie, à l'Alba Fehérvár.

#### KTP Basket (2011-2012)
Puis, durant l'été 2011, il signe un contrat en Finlande au KTP Basket.

#### Keravnós Strovólou (2012-2013)
À l'intersaison 2012, il change de pays pour la Chypre où il signe avec le Keravnós Strovólou.

#### Nea Kifissia (2013-2014)
En 2013, il part en Grèce et signe avec le Nea Kifissia (en).

#### Hapoël Holon (2014-2015)
Le 12 juin 2014, il signe un contrat en Israël avec l'Hapoël Holon.

#### Yeşilgiresun Belediye (2015-2016)
Le 11 juin 2015, il signe un contrat en Turquie avec le Yeşilgiresun Belediye (en).

#### Tofaş SK (2016-2018)
Le 30 juillet 2016, Crocker signe avec les Jilin Northeast Tigers en Chine. Cependant, il quitte le club sans y avoir disputé une seule rencontre.
Le 20 octobre 2016, il retourne en Turquie et signe avec le Tofaş SK avec qui il reste deux saisons.

#### BC Khimki Moscou (2018-2019)
Le 8 août 2018, il signe un contrat d'un an avec le club russe du BC Khimki Moscou.

#### Pınar Karşıyaka (2019-2020)
Le 19 juillet 2019, il signe un contrat de deux ans avec le club turc du Pınar Karşıyaka.

#### Adelaide 36ers (2020-2021)
Le 1er décembre 2020, il signe un contrat d'un an en Australie avec les Adelaide 36ers. Il a des moyennes de 10,8 points, 2,8 rebonds et 1,3 passe décisive par match.

#### SIG Strasbourg (2021)
Le 7 octobre 2021, il part en France où il signe avec le SIG Strasbourg. Crocker arrive comme pigiste médical pour pallier l'absence sur blessure de Jarell Eddie.

#### Levallois Metropolitans (2021-2022)
Crocker joue deux mois à Strasbourg avant de rejoindre les Levallois Metropolitans pour pallier l'absence sur blessure de Jordan McRae. Il reste jusqu'en mars 2022.

## Statistiques

### Universitaires
| Saison    | Équipe   | Matchs | Titul. | Min./m | % Tir | % 3pts | % LF | Rbds/m. | Pass/m. | Int/m. | Ctr/m. | Pts/m. |
| --------- | -------- | ------ | ------ | ------ | ----- | ------ | ---- | ------- | ------- | ------ | ------ | ------ |
| 2006-2007 | Oklahoma | 31     | 25     | 23,3   | 45,0  | 35,7   | 74,1 | 3,68    | 1,77    | 0,84   | 0,32   | 8,65   |
| 2007-2008 | Oklahoma | 35     | 34     | 30,6   | 43,9  | 42,0   | 72,3 | 3,69    | 1,94    | 0,83   | 0,17   | 11,17  |
| 2008-2009 | Oklahoma | 36     | 36     | 28,9   | 39,4  | 34,9   | 77,2 | 3,17    | 1,39    | 1,00   | 0,19   | 9,61   |
| 2009-2010 | Oklahoma | 30     | 30     | 32,3   | 41,0  | 32,8   | 73,6 | 6,17    | 1,70    | 1,07   | 0,50   | 11,43  |
| Total     | Total    | 132    | 125    | 28,8   | 42,1  | 36,5   | 74,2 | 4,11    | 1,70    | 0,93   | 0,29   | 10,21  |

## Palmarès

### Distinctions personnelles
- TBL All-Star (2016)
- MVP du All-Star Game en Hongrie (2011)
- Vainqueur du concours de dunk en Hongrie (2011)